# Игор Дивеев
Игор Дивеев (на руски: Игорь Дивеев) е руски футболист, играещ като централен защитник за тима на ПФК ЦСКА (Москва).

## Клубна кариера
Роден е на 27 септември 1999 г. в град Уфа. Баща му е бивш волейболист. Дивеев е юноша на ФК Уфа като е в тима от 2015 г. Под ръководството на Виктор Гончаренко постепенно става част от първия тим на уфимци. През 2018 г. дебютира за дублиращия състав на Уфа, играещ в Руска Втора Дивизия, зона Урал-Поволжие. За тази формация има 2 изиграни двубоя. На 24 юли 2018 г. прави дебюта си в мъжкия състав, влизайки като резерва при докакинството на Зенит, загубено с 0:2. След добри изяви за националния отбор на Русия до 20 г. е забелязан от лондонския Арсенал, който предлага 500 000 паунда за бранителя. Уфа обаче отказва предложението.
В края на 2018 г. интерес към него проявяват Зенит и френският Монако. В началото на 2019 г. преминава под наем в ПФК ЦСКА (Москва) до края на сезона с опция за закупуване след това. Дебютира за „армейците“ при домакинството на Рубин (Казан), спечелено с 3:0. През 2020 г. спечелва наградата „Първа петорка“ за най-добър млад футболист на годината в Русия.
Дивеев е основна част от ЦСКА, като печели Купата на Русия през 2023 и 2025 г.

## Национален отбор
През 2017 г. записва един мач за национания отбор на Русия до 17-годишна възраст. Същата година е повикан при 20-годишните, като през 2018 г. е част от състава на младежката „Сборная“ на турнира COTIF, където е титуляр във всички 6 мача. На турнира Русия достига до финала, загубен от Аржентина с 1:2 след продължение. Дивеев вкарва гола за Русия във финалния мач. През 2019 г. дебютира за младежкия национален отбор до 21-годишна възраст.

## Стил на игра
За своя висок ръст Дивеев разполага с добра скорост и силна игра във въздуха. Играе еднакво добре и с двата крака и умее да започва атаките на отбора си с пасове по земя. Слабото място на Дивеев е позиционирането, поради което е предпочитан в схема с трима централни защитници.